# Brotas
Brotas là một đô thị ở bang São Paulo của Brasil. Lịch sử của Brotas bắt đầu từ năm 1839. Brotas có diện tích 1101,48 km2, dân số 22.300 người. Kinh tế dựa vào trồng trọt và kinh doanh cây cà phê, du lịch. Sông ngòi ở đây có sông Jacaré-Pepira. Các tuyến xa lộ có:
- SP-197
- SP-225